# Nophis flavus
Nophis flavus is een insect uit de familie van de mierenleeuwen (Myrmeleontidae), die tot de orde netvleugeligen (Neuroptera) behoort. 
Nophis flavus is voor het eerst wetenschappelijk beschreven door Hölzel in 1972.